# باینن
باینن (به هلندی: Buinen) یک منطقهٔ مسکونی در هلند است که در بورخر-ادورن واقع شده‌است. باینن ۸۱۳ نفر جمعیت دارد.